# Vasîl Dutceak
Vasîl Dutceak sau Vasile Dutczak (în ucraineană Васи́ль Дутча́к; n. 1869, Regatul Galiției și Lodomeriei, Austro-Ungaria – d. 1947, Corbeni, Olt, România) a fost un politician, publicist și jurist ucrainean din Bucovina. A fost unul din liderii politici ai ucrainenilor din România Mare în perioada interbelică, fiind deputat în Parlamentul României în perioada 1930–1932. A fost redactor al ziarului Bukovina din anul 1896.

## Biografie
În perioada 1922–1927, a fondat și condus Organizația Națională Ucraineană din Cernăuți, alături de Lev Kohut. Vasil Dutceak a organizat protestele românizării învățământului din Bucovina, susținută de ministrul educației Constantin Angelescu și a trimis patru cereri la Societatea Națiunilor pe această temă.
În 1922, Dutceak a fondat Partidul Social Democrat Ucrainean din România (PSDUR). Acesta avea un program autonomist cultural, dar nu secesionist, susținând promovarea drepturilor lingvistice și culturale ale ucrainenilor într-un cadru legal. PSDUR a obținut 2 mandate de deputat în Parlamentul României (Antin Lukasevici și Iurii Lîsan) în 1926, candidând pe listele Partidului Poporului.
În 1927, PSDUR a fuzionat în Partidul Național Ucrainean. Între 1927 și 1932 a fost membru în executivul Partidului Național Ucrainean din Bucovina. Dutceak a fost liderul aripii moderate și democrat-liberale a partidului. ÎN 1930, a fost ales deputat în Parlamentul României, într-o circumscripție din județul Storojineț.
După Ocupația sovietică a Basarabiei și Bucovinei de Nord, s-a refugiat în interiorul României, stabilindu-se în Corbeni. A decedat în 1947.

## Lucrări
- Тabularni dobra i dvіrski obșari na Bukovyni („Bunurile tabulare și domeniile boierești din Bucovina”), 1907
- Yak vіdjyvaiut davni ștučni obșari dvіrski na Bukovyni („Cum dispar vechile domenii boierești artificiale din Bucovina”), 1912
- Innere Kolonisation in der Bukowina, în Zur Beleuchtung der Agrarreform, 1920
- Die rechtliche Bedeutung der Dekretsgesetze Rumäniens („Semnificația juridică a legilor-decret ale României”), 1922
- Das Feststellen der rumänischen Staatsangehörigkeit („Stabilirea cetățeniei române”), 1923
- Das Minimum der Volksstammesrechte in Rumänien („Minimul drepturilor etnice în România”), 1923
- Stockwerkeigentum („Proprietatea pe etaje”), 1940

A publicat articole în ziarele Bukovina (pe care l-a și redactat în 1896), Час („Ceasul”) și Chernowitzer Allgemeine Zeitung.